# 北緯38度
北緯38度（英語：38 North）是一个专门分析朝鲜的网站。此项目原属于约翰斯·霍普金斯大学保罗·H·尼采高等国际研究学院美韩研究所，目前本站的持有者为史汀生中心，管理者为前美国国务院管理乔尔·威特和总编辑Jenny Town。知名贡献者包括核科学家西格弗里德·赫克爾、前美联社平壤分社社长让·李、网络安全专家詹姆斯·安德鲁·刘易斯和朝鲜科技创始人马丁·威廉姆斯。

## 卫星图像分析
38 North利用朝鲜关键地区的商业卫星图像为其分析人员提供深入了解该国发展的机会。
2013年11月， 38 North公布了该站在朝鲜导弹发射场发现的新建筑，该研究所称朝鲜正在扩能该发射场以发射更大的火箭。
在朝鲜于2015年12月21日对潜射弹道导弹进行“弹射”试验后，38 North利用对新浦南造船厂的卫星图像分析于2016年1月报道了朝鲜的弹道导弹计划。约瑟夫·贝穆德斯说，这些图像表明朝鲜积极推行其潜射弹道导弹计划，此预测得到当年3月16日、4月23日、7月9日和8月24日的四次潜射弹道导弹测试的支持。
2016年1月末， 38 North报告了朝鲜西海衛星發射基地的可疑活动。Jack Liu的卫星图像分析显示，西海发射台的主要设施和地点的活动很少。文章发表十天后，朝鲜在西海发射台利用银河四号运载火箭发射了光明星四号人造卫星。
2016年4月， 38 North分析师报告了宁边原子力研究所蒸汽工厂的废气羽流（该工厂用于为邮局供暖），这可能表明他们可能正在对额外的钚进行后期处理。4月中旬， 38 North报道了表明朝鲜开始对钚进行再加工以制造核武器的活动。 国际原子能机构直到6月7日才证实此事。
2016年9月，38 North根据约瑟夫·贝穆德斯和杰克·刘的卫星图像分析报告豐溪里核試驗場三处入口附近的新活动。该活动表明维修和小型挖掘作业已恢复。次日，朝鲜在豐溪里核試驗場进行第五次核试验。